# Najm al-Dîn Kubrâ

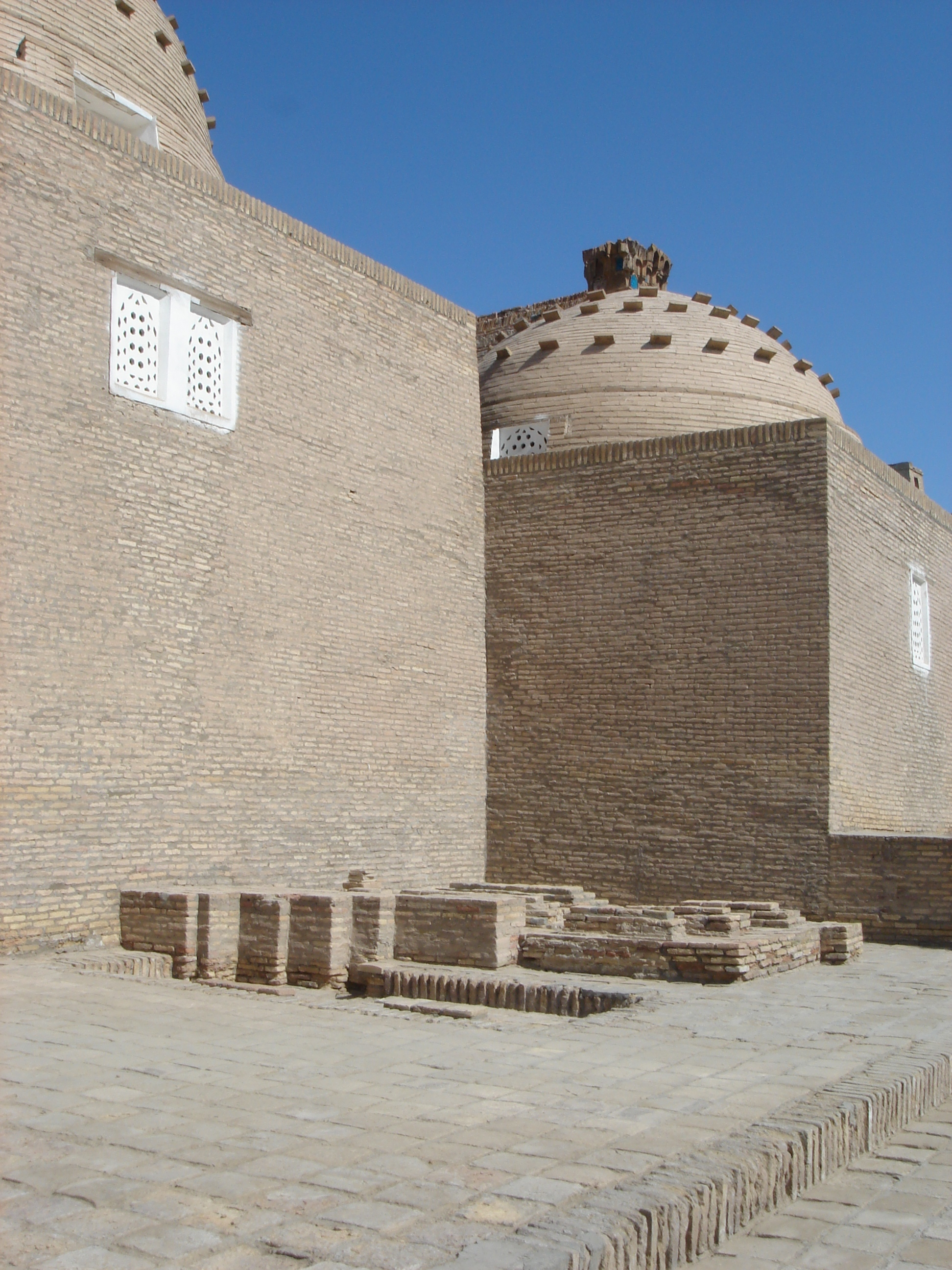
Mausolée de Najm ad-Dîn Kubrâ

Ahmad ibn 'Umar ibn Muhammad ibn 'Abdallah al-Sûfî al-Khiwaqî connu sous le de nom Najm al-Dîn Kubrâ et surnommé le « faiseur de saints » (walî tirâsh) est un maître soufi perse né en 1145-46 (540 de l'Hégire),,. Il est le fondateur de la confrérie Kubrâwiyya.

## Biographie
Encore jeune, il voyagea pour étudier les sciences telles que le droit, la théologie ou la tradition du Prophète. Il parcourut ainsi l'Égypte, la péninsule arabique, la Perse, visitant les villes d'Alexandrie, La Mecque, Nîshâpûr, Hamadân, et Isphahân. C'est au cours de ces nombreux voyages qu'il reçut l'initiation spirituelle, notamment auprès des maîtres Ismâ'îl al-Qasrî, 'Ammâr Yâsir al-Badlîsî et Rûzbihân Misrî,. Il obtint de leur part la permission de diriger des disciples. Suivant les conseils d'Ismâ'îl al-Qasrî, il retourna avec sa famille sur sa terre natale et s'installa définitivement à Kharâzm en 1184.
En dépit d'une hostilité grandissante de la part du pouvoir politique envers le soufisme dans la région à cette période, Najm al-dîn Kubrâ s'appliqua à réunir des disciples et les guider sur la voie spirituelle. Là, il fut très soucieux de leur conduite, privilégiant la retraite et les invocations. Parmi eux se trouvent Najm al-Dîn Râzî, Radî al-Dîn 'Alî Lâlâ, Sa'd al-dîn Hamûya, Majd al-Dîn Baghdâdî, Sayf al-Dîn Bâkharzî ou encore Bahâ' al-dîn Walad, le père de Jalâl al-dîn Rûmî,, qui finit par s'exiler en Anatolie face aux menaces.
En 1219, l'invasion mongole de l'Asie Centrale menée par Gengis Khan, conduit au siège de Kharâzm. Najm al-dîn Kubrâ enjoint à ses disciples de quitter la région. Au moment où les troupes adverses entrent dans la ville, accompagné des disciples restés à ses côtés, il se munit de pierres et d'une lance et se jette sur l'ennemi. Il meurt en martyr sous une pluie de flèches en 1221 (618 de l'Hégire),,.
Son mausolée, encore visité de nos jours, se trouve à Konye-Urgench, au Turkmenistan.

## Son œuvre
Il a écrit de nombreux traités de soufisme, en arabe et en persan, dont l'un des plus importants est Fawâtih al-jamâl wa fawâ'ih al jalâl (Les Eclosions de la beauté et les parfums de la majesté).
Il est également l'auteur d'un commentaire du Coran (Tafsir), intitulé 'Ayn al-Hayât. Pour Najm al-Dîn Kubrâ, le Coran occupe une place centrale dans la composition de ses ouvrages au côté des hadîths et il limite autant qu'il peut les apports extérieurs à ces deux sources.

## Sa pensée

### L'amour
L'amour occupe une place centrale dans son œuvre. Il est un empressement, un désir ardent, un feu qui embrase le cœur :
« Lorsque le cœur est devenu le lieu où couvent les flammes de l'invocation, du désir, et de l'amour fervent, des flammes descendent sur lui, et de la terre jaillissent des flammes comme les étincelles de la forge. »
Chez Najm al-dîn Kubrâ, cet amour, fruit de la connaissance mystique, est comparable à l'amour des créatures qui provoque le dérèglement et conduit l'amant à prononcer des paroles inacceptables. Chez l'amoureux sur le chemin de Dieu, il s'agit des paradoxes qualifiés d'impiété (shatahat), mais qui sont inévitables lorsque l'amour s'empare du cœur:
« Ces mots sont de l'impiété, mais ils sont le produit de l'état de la contrainte et non de l'estimation et du libre vouloir. Ces mots ce n'est pas l'amant qui les prononce, mais seulement le feu de l'amour fervent, car l'éducation du feu de l'amour vient du bien-aimé, et seul l'amant dit par la langue de l'état spirituel : Tu es ma perdition dans la religion et le bas-monde qui sont miens. Tu es mon impiété et ma foi, mon vœu et le but de mon désir. Toi c'est moi. »
Cette vision découle de la voie qu'avait suivi Al-Hallâj qu'il cite plusieurs fois dans son œuvre et dont le propos "Je suis Dieu" (Anâ al-Haqq, littéralement "Je suis le Réel") avait conduit au martyr. Car pour Najm al-Dîn Kubrâ, ce feu de l'amour qui dévore l'aspirant mène à ce qu'il nomme la "mort volontaire", l'annihilation en Dieu. Cette pédagogie amoureuse est issue de la «religion de l'amour» (Madhhab-é 'Eshq), développée par Ahmad Ghazâlî qui se trouve être dans la chaîne des maîtres de Kubrâ par Najîb Sohrawadî, puis Rûzbihân Misrî.

### La mort volontaire
Cette voie périlleuse décrite par Najm al-Dîn Kubrâ, qui est celle de ceux qu'il qualifie de «voyous» (shuttâr),,, passe par la mort volontaire de l'aspirant :
« C'est la voie des effrontés qui appartiennent aux gens de l'amour qui voyagent par le ravissement (…) Cette voie élue est bâtie sur la mort choisie par l'aspiration. Le Prophète a dit : "Mourez avant de mourir". »
Même si Najm al-Dîn Kubrâ s'appuie sur le récit de Hallâj, ce qu'il nomme la mort volontaire n'est pas une dissolution physique. Il s'agit de la mort du "moi", qui affirme  son existence, et qui vient nier l'unicité de l'être :
« Or, il est indispensable pour le chercheur de s'extraire de tout objet de recherche distinct de Lui, y compris l'existence. »
L'existence est donc le voile-même qui plonge dans l'obscurité l'aspirant, et c'est d'elle qu'il faut s'échapper par cette mort à laquelle conduit Najm al-Dîn Kubrâ ses disciples. Peu importe s'ils doivent passer par des propos jugés intolérables et qu'ils soient qualifiés d'effrontés, car c'est la voie qui mène à la véritable vie qui est la vie dans la lumière divine :
« Celui qui meurt volontairement à ces qualités ténébreuses, Dieu lui donne vie par la lumière de Sa providence comme le très-Haut l'a dit : Et celui qui était mort à qui Nous avons rendu la vie et pour qui Nous avons disposé une lumière par laquelle il marche parmi les gens est-il à l'image de celui qui se trouve dans les ténèbres et ne peut en sortir (Coran VI,122). »

### La lumière
Cette victoire de la lumière de Dieu chez Najm al-Dîn Kubrâ passe par une vision graduelle de la lumière selon la couleur. Pour Henry Corbin, il semble être le premier maître soufi à s'être intéressé au phénomène de couleur. Les lumières colorées deviennent alors les témoins du combat spirituel auquel se livre l'aspirant :
« Si le voyageur lutte en Dieu d'une lutte réelle, l'imagination et la faculté figurative s'atténuent et disparaissent les figures et les formes, et se multiplient les significations des visitations sous un vêtement de couleurs par la puissance du regard, et les lumières blanches, noires, rouges, jaunes, bleues, et ternes, et la lumière de l'or et de l'argent, et celle de l'air, et cela est le sommet de la pureté.. »
Ce combat se situe au niveau de l'âme (nafs), qui est caractérisé par les différentes qualifications qu'elle revêt et qui est bien connu des soufis ou des melâmîs : l'âme qui ordonne le mal (nafs ammâra), l'âme qui se blâme (nafs lawwâma), et l'âme apaisée (nafs motma'yanna). Najm al-Dîn Kubrâ cherche donc à conduire les disciples vers cette lutte intérieure, par la vision du cœur de la lumière sous ses différentes couleurs, afin qu'ils parviennent à l'âme pacifiée, qui est un retour à Dieu selon le verset coranique :        
« Ô toi, âme pacifiée, retourne à ton Seigneur, satisfaite et agréée (Coran LXXXIX, 27-28) »